# Erigorgus rufus
Erigorgus rufus är en stekelart som först beskrevs av Heinrich Habermehl 1920.
Erigorgus rufus ingår i släktet Erigorgus och familjen brokparasitsteklar. Inga underarter finns listade i Catalogue of Life.